# Pont Pierre-Laporte
Pour les articles homonymes, voir Laporte et Pierre Laporte (homonymie).

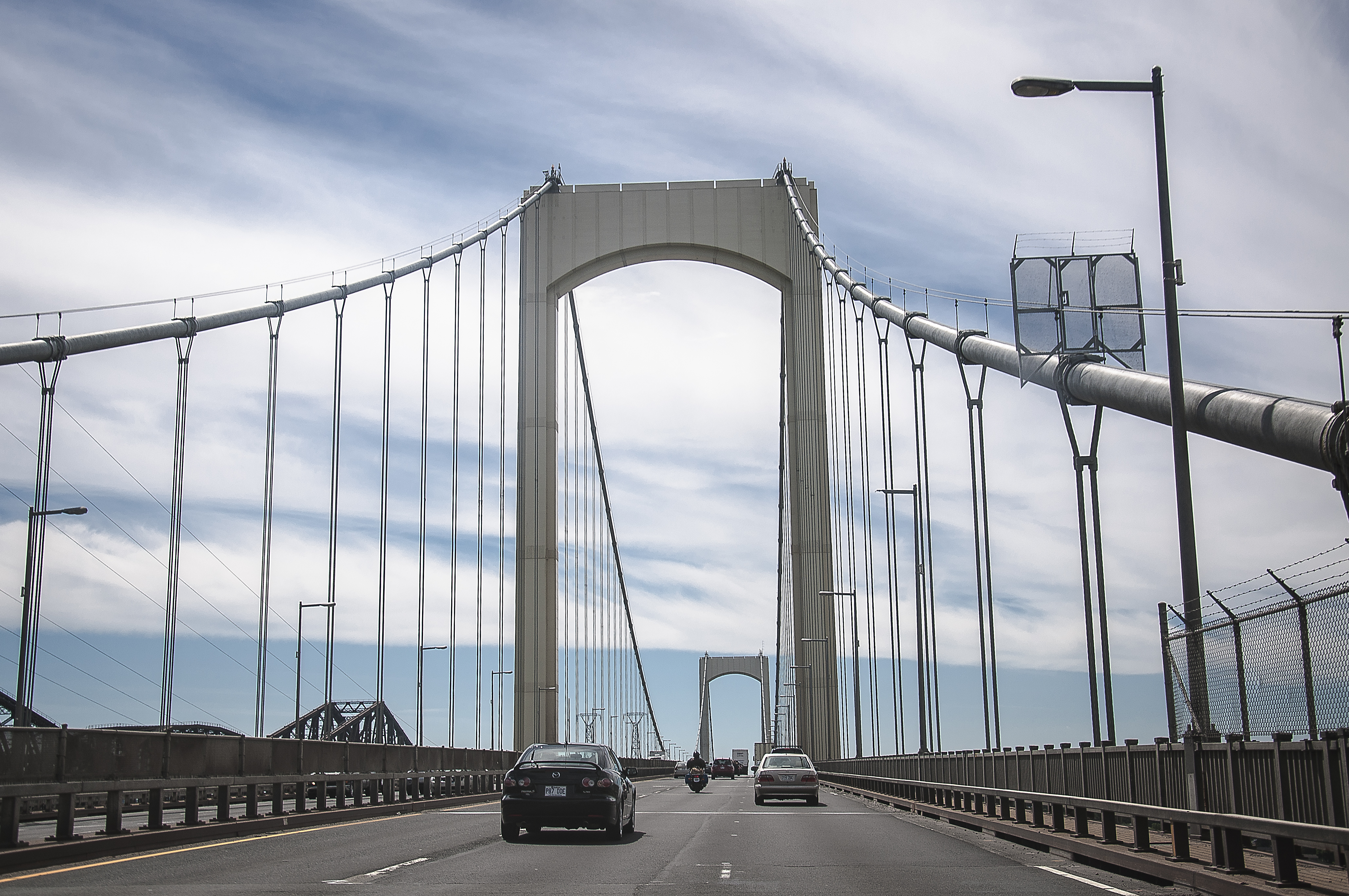
Sur le pont

Le pont Pierre-Laporte est un pont routier qui franchit le fleuve Saint-Laurent, reliant les villes de Québec et Lévis.  Il possède la plus grande portée principale de tous les ponts suspendus canadiens.
Il est situé à un peu moins de 200 m à l'ouest du pont de Québec, entre l'arrondissement Sainte-Foy–Sillery–Cap-Rouge de Québec (rive nord) et l'arrondissement des Chutes-de-la-Chaudière-Ouest de Lévis (rive sud).

## Caractéristiques
- Construction : 1966-1970
- Inauguration: 6 novembre 1970[2]
- Ouverture :7 novembre 1970[3]
- Principale : 667 m (2 190 pieds)
- Latérales : 186 m (612 pieds) chacune
- Longueur totale : 1 041 m (3 414 pieds) entre les ancrages
- Plate-forme : six voies
- Débit journalier moyen annuel (DJMA) : 127 000 véhicules par jour, dont 6 % de véhicules lourds (2016) [4]

### Pylônes
Les deux pylônes du pont Pierre-Laporte s'appuient sur des piliers situés dans le fleuve Saint-Laurent. Composés de deux colonnes cruciformes, les pylônes ont une hauteur de 123 m. Afin de faciliter l'entretien du pont, des ascenseurs sont installés à l'intérieur des pylônes nord-est et sud-ouest.
Lors de la construction du pont, on fabrique en atelier les cellules et étages des pylônes. On les achemine ensuite jusqu'à Québec afin de les assembler sur place à l'aide de grues auto-élévatrices.
L'assemblage des pylônes fut terminé le 21 novembre 1968.

### Câbles porteurs

Câbles porteurs du pont Pierre-Laporte

Les deux câbles porteurs ont un diamètre de 62 cm et sont composés de 12 580 fils d'acier regroupés en 37 torons (340 fils par toron). Afin d'appuyer les câbles, huit selles en acier sont installées au sommet des pylônes et des massifs d'ancrage. Elles ont une masse respective de 45,4 tonnes et de 22,7 tonnes. Les fils d'acier, placés bout à bout, ont une longueur de 28 600 km. L'entreprise responsable des câbles et des travées suspendues est Janin Construction.
Il s'agit de la première utilisation de câbles à fils parallèles pour un pont au Canada. La fabrication a nécessité une roue à deux gorges de 1,23 m de diamètre fixée à un câble sans fin qui a effectué 3 150 voyages entre les ancrages.

### Structure métallique
La structure métallique supportant le tablier du pont Pierre-Laporte a une longueur de 1 040 m avec une travée centrale de 668 m.
Elle est composée de poutres longitudinales reposant sur des entretoises qui sont elles-mêmes rattachées par deux fermes de rigidité. On vérifie la stabilité aérodynamique, notamment à la suite de l'effondrement du pont du détroit de Tacoma. À l'aide de contreventements, on désire offrir au pont Pierre-Laporte une résistance aux efforts de torsion causés par la poussée des vents.
La travée centrale est composée de tronçons de 24 m ayant une masse de 195 t. Les tronçons sont préfabriqués sur la rive et sont transportés par chaland afin d'être levés et assemblés. Le dernier tronçon est installé le 19 mai 1970.

### Chaussée carrossable
La chaussée carrossable est constituée d'environ 1 100 dalles de béton coulées en atelier. En septembre 1970, toutes les dalles sont en place.
On retrouve six voies de circulation qui sont séparées par une glissière centrale. Il y a également deux trottoirs larges de 1,22 m sur chaque flanc, protégés par une barrière de collision. La largeur totale est de 26,8 m.

## Historique
Au cours des années 1950, le pont de Québec ne suffit plus au flot automobile. C'est à l'automne 1961 que le ministère de la Voirie et le gouvernement du Québec prennent la décision de construire une seconde traversée du fleuve Saint-Laurent.
La construction d'un pont a été choisie parmi différentes solutions suggérées. Pour des raisons économiques, on décide de le construire à proximité du pont de Québec plutôt qu'à partir d'un point aux côtés de la Citadelle de Québec jusqu'à un autre point à l'ouest du quai de Sillery. Toujours pour des raisons économiques, on choisit un pont suspendu à trois travées de structure.

### Dénomination
Le pont est, à l'origine, destiné à s'appeler pont Frontenac en l'honneur de l'ancien gouverneur de la Nouvelle-France, Louis de Buade, comte de Frontenac. 
Il portera toutefois le nom de pont Pierre-Laporte en mémoire du ministre Pierre Laporte, enlevé par le Front de libération du Québec pendant la crise d'Octobre et retrouvé assassiné le 17 octobre 1970. 
Le 21 octobre 1970, lors de la réunion du Conseil des ministres du gouvernement du Québec, le changement est fait pour celui de pont Pierre-Laporte. Le 6 novembre suivant, le pont est inauguré par le premier ministre du Québec de l'époque, Robert Bourassa, accompagné de l'épouse et des enfants du défunt.

### Début des travaux
Les travaux débutent en juin 1966 sous la direction générale de Lucien Martin, ing., conseiller spécial des ministères de la Voirie et des Travaux publics de l'époque.
Il fut construit par le gouvernement du Québec en collaboration avec l'entreprise Parsons Transportation Group. Ses voies font partie de l'autoroute 73 (autoroute Henri-IV) et il permet d'accéder à Québec depuis l'autoroute 20, (route Transcanadienne), sur la rive sud du fleuve.

### Fin des travaux et ouverture à la circulation
Le pont est ouvert à la circulation le 7 novembre 1970.

## Galerie

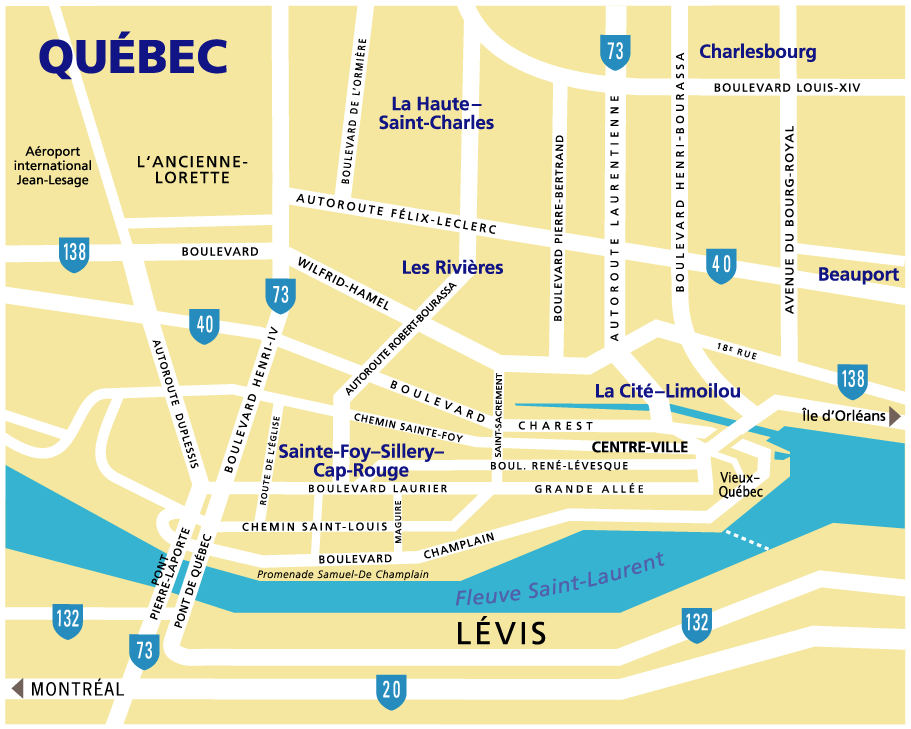
Localisation des ponts de Québec
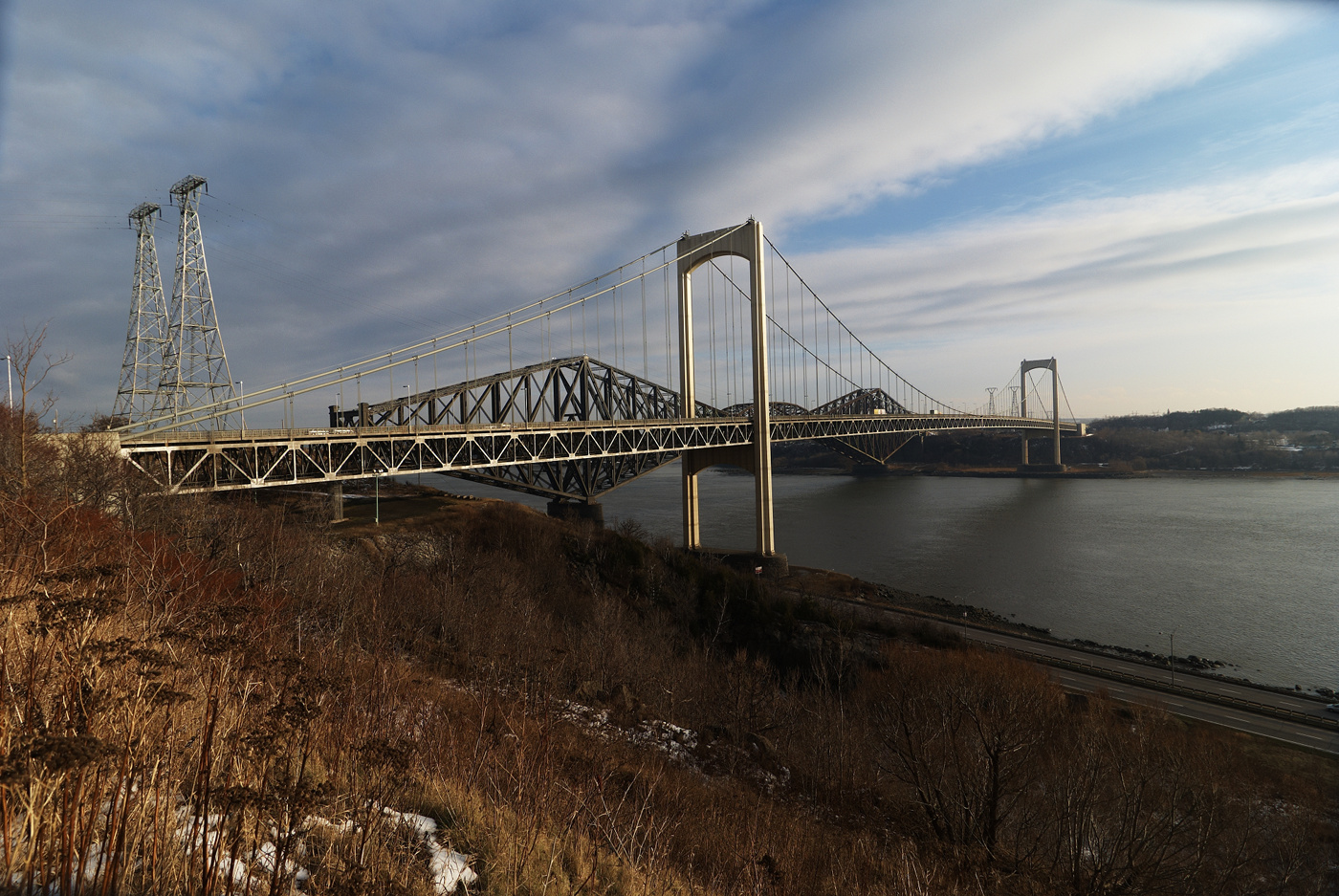
Le pont Pierre-Laporte
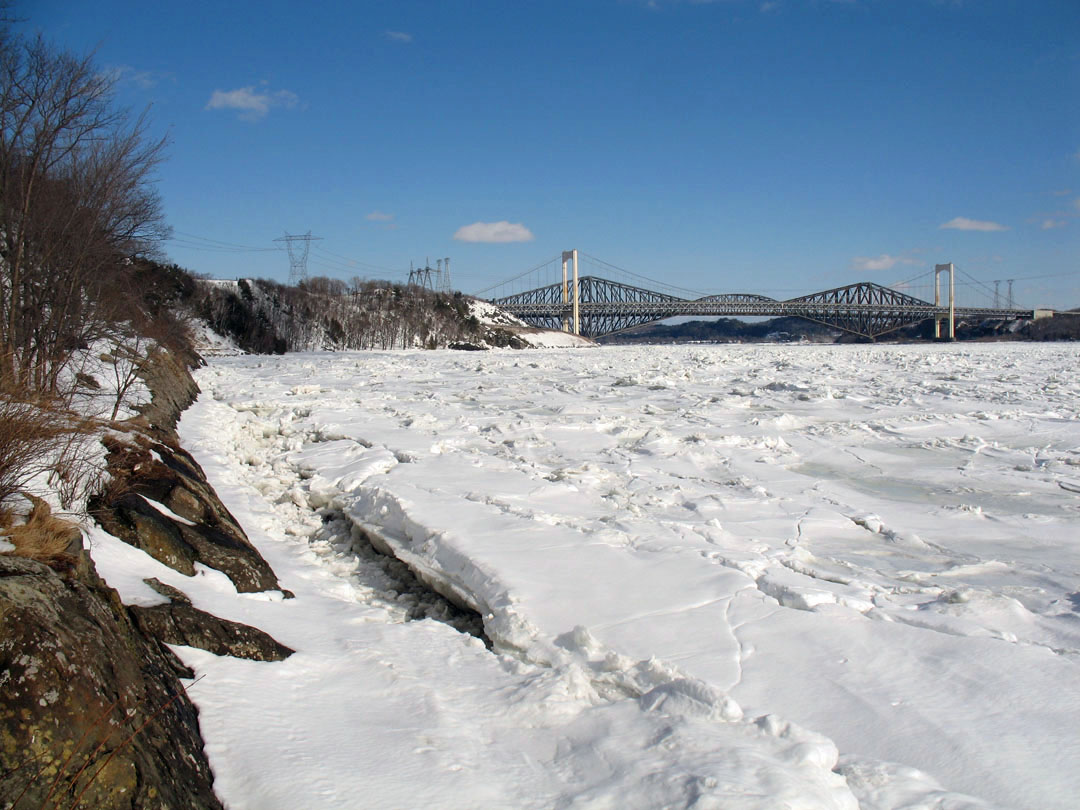
Le pont Pierre-Laporte et le pont de Québec
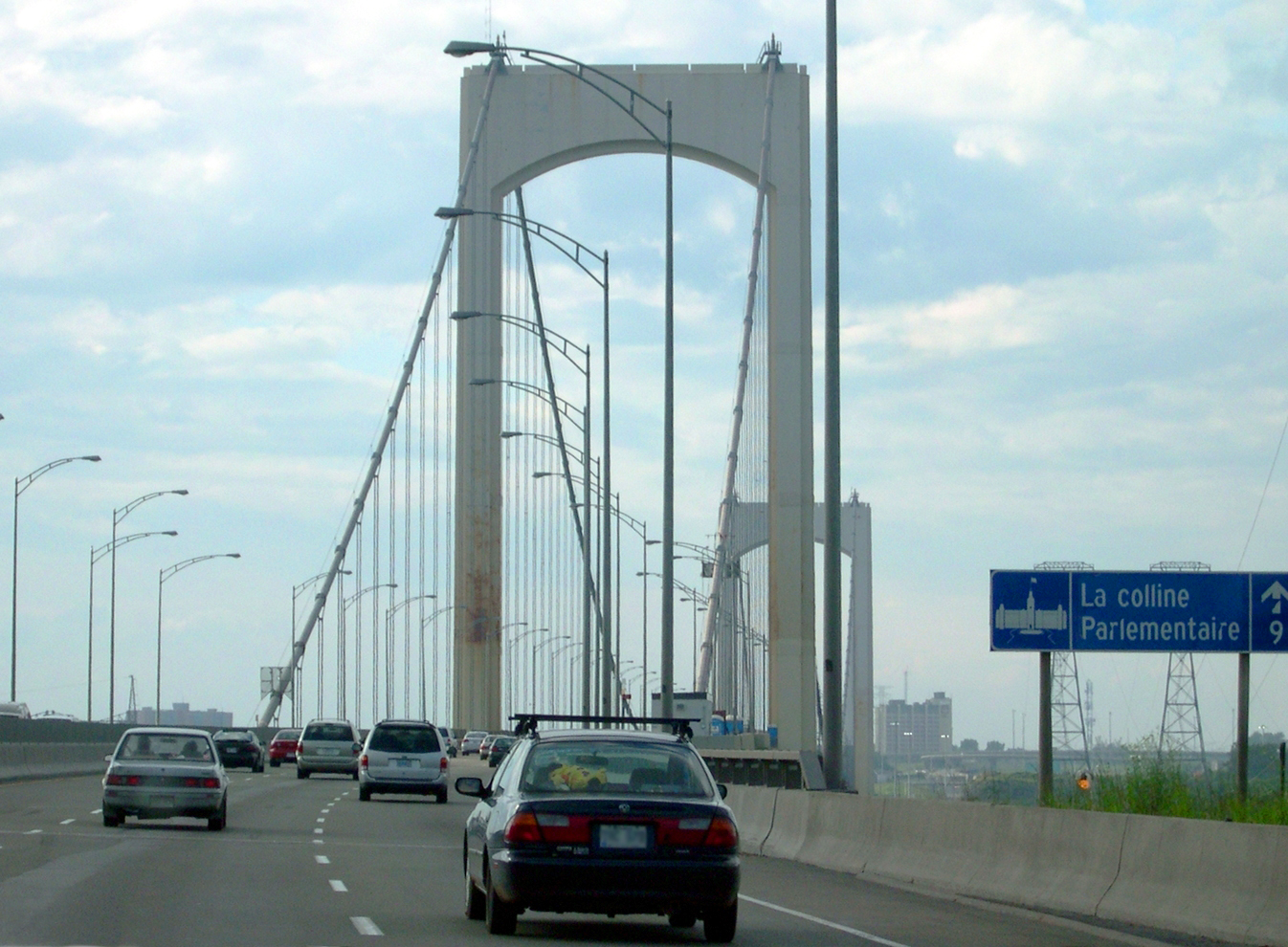
Approche du pont Pierre-Laporte
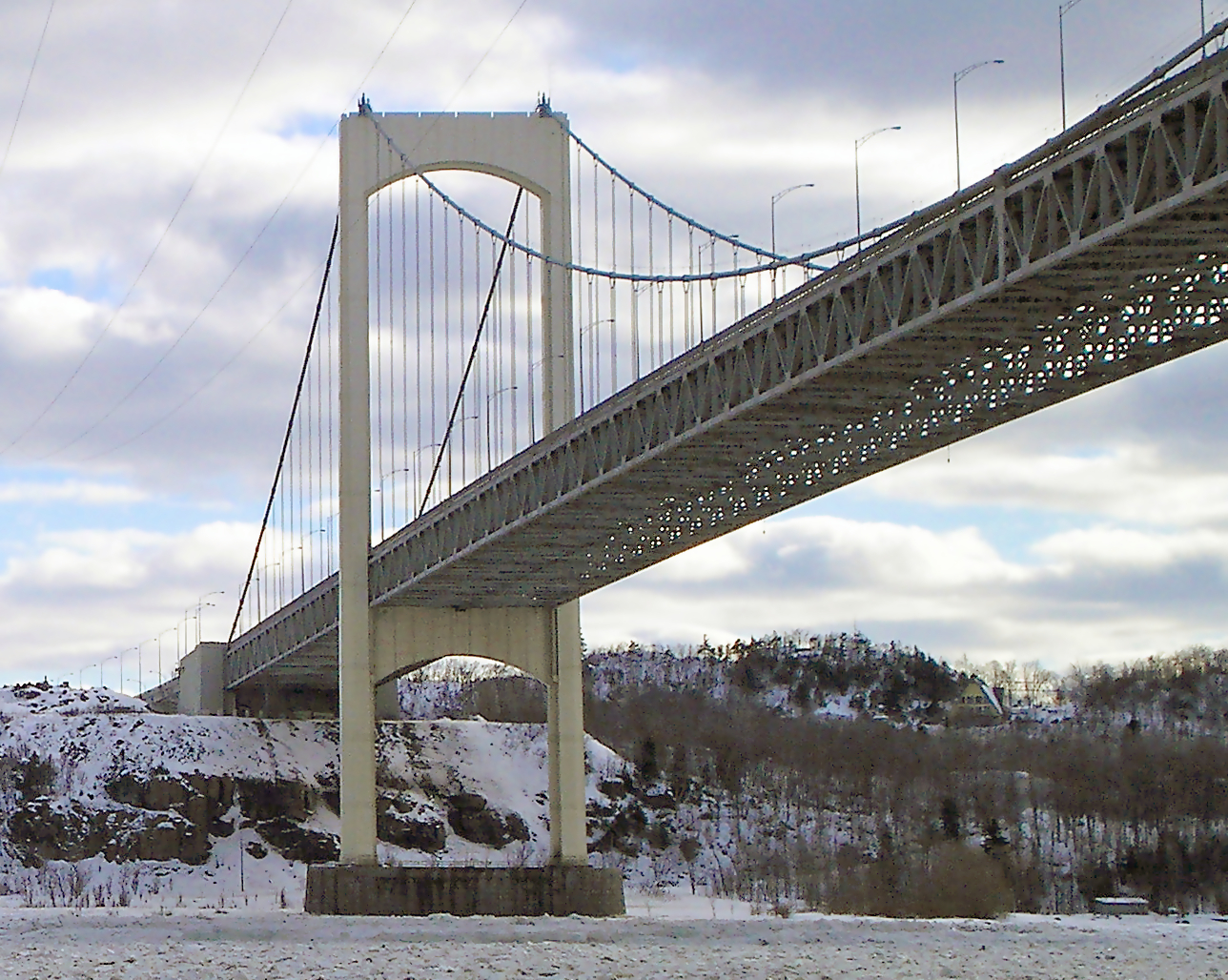
Pilier sud du pont en hiver